# 7-dj.com
7-dj.com（セブンディジェイ）は、富士通系SE会社が1996年から2020年まで運営していた青森県初のインターネットサービスプロバイダ(ISP)である。
2000年12月にInfoAomori（いんふぉあおもり）から現在の名称に変更された。

## 沿革
- 1996年3月 - 富士通青森システムエンジニアリングによりプロバイダ事業「InfoAomori」開始。
- 2000年12月 - InfoAomoriから7-dj.comへ名称変更。
- 2003年7月 - 東西NTTのフレッツ地域IP網を広域化。サービスエリアがNTT東日本エリア全域に。
- 2003年11月 - NTTコミュニケーションズのIP電話網を利用したIP電話サービス「7-dj.com Phone」サービス開始。
- 2004年7月 - 7月1日より富士通グループ北東北SE会社3社の統合により運営会社が富士通東北システムズに変更[1][2]。
- 2004年11月 - ダイアルアップアクセスポイントを東日本エリア（北海道/東北/関東/甲信越）に広域化。全アクセスポイントでのPHSによる接続も可能に。
- 2006年5月 - 5月18日より平成電電破綻に伴いダイアルアップ環境が大きく変化。全国ワンナンバーでダイアルアップ、PIAFS(2.0/2.1)に対応。
- 2012年4月 - 4月1日より富士通グループ東日本SE会社4社の統合により運営会社が富士通システムズ・イーストに変更[3]。
- 2013年12月 - 12月2日より富士通システムズ・イーストから子会社の富士通システムズアプリケーション＆サポートに事業譲渡[4]。
- 2020年9月30日 - インターネット接続サービス 「7-dj.com」提供終了[5]。